# 香川県の廃止市町村一覧
香川県の廃止市町村一覧（かがわけんのはいししちょうそんいちらん）は、香川県における市制・町村制施行（1890年2月15日）後に、市町村合併や他の自治体に統合されることなどにより廃止した市町村の一覧である。単なる名称の変更は対象としない。
- 町村が「町制」・「市制」を施行し町・市となるケース
  - 「市町村」以外の表記名を変更しなかった自治体は一覧に含まれない。（例：琴南村→琴南町）
  - 町制・市制を施行した際に名称を変更した場合も一覧に含まれない。（例：松原村→白鳥本町）
- 市町村が名称変更した場合は一覧に含まれない。
- 所属郡が変更になった場合は一覧に含まれない。
- 市町村合併で廃止した市町村のケース
  - 編入合併した場合の、存続市町村は廃止に当たらないので一覧に含まれない。
  - 編入合併した場合の、廃止した市町村は一覧に含まれる。
  - 新設合併した場合の、廃止した市町村は一覧に含まれる。
  - 新設合併した場合の、名称が残った市町村も一覧に含まれる。（例：丸亀市→丸亀市）
- 分割や分立をしたケース
  - 分割で廃止した市町村は一覧に含まれる。
  - 分立で存続した市町村は一覧に含まれない。

## 1909年以前
- 仲多度郡善通寺村 （1901年11月3日）仲多度郡善通寺町新設のため
- 仲多度郡麻野村 （1901年11月3日）仲多度郡善通寺町新設のため
- 仲多度郡吉田村 （1901年11月3日）仲多度郡善通寺町新設のため

## 1910年〜1919年
- 香川郡宮脇村 （1914年5月1日）高松市に編入のため
- 仲多度郡六郷村 （1917年6月1日）丸亀市に編入のため

## 1920年〜1929年
- 香川郡東浜村 （1921年1月1日）高松市に編入のため
- 香川郡栗林村 （1921年11月1日）高松市に編入のため
- 綾歌郡千疋村 （1929年4月1日）綾歌郡昭和村新設のため
- 綾歌郡畑田村 （1929年4月1日）綾歌郡昭和村新設のため
- 三豊郡中姫村 （1929年4月1日）大野原村に編入のため

## 1930年〜1939年
- 綾歌郡金山村 （1936年6月1日）綾歌郡坂出町に編入のため
- 綾歌郡西庄村 （1936年9月1日）綾歌郡坂出町に編入のため

## 1940年〜1949年
- 木田郡屋島町 （1940年2月11日）高松市に編入のため
- 木田郡木太村 （1940年2月11日）高松市に編入のため
- 木田郡古高松村 （1940年2月11日）高松市に編入のため
- 香川郡太田村 （1940年2月11日）高松市に編入のため
- 香川郡鷺田村 （1940年2月11日）高松市に編入のため
- 仲多度郡豊原村 （1942年5月10日）仲多度郡多度津町に編入のため
- 綾歌郡林田村 （1942年7月1日）綾歌郡坂出町に編入のため

## 1950年〜1959年
- 小豆郡草壁町 （1951年4月1日）小豆郡内海町新設のため
- 小豆郡安田村 （1951年4月1日）小豆郡内海町新設のため
- 小豆郡苗羽村 （1951年4月1日）小豆郡内海町新設のため
- 小豆郡坂手村 （1951年4月1日）小豆郡内海町新設のため
- 小豆郡西村 （1951年4月1日）小豆郡内海町新設のため
- 綾歌郡加茂村 （1951年4月1日）坂出市に編入のため
- 綾歌郡栗熊村 （1951年4月1日）綾歌郡久栄村（即日改称、久万玉村）新設のため
- 綾歌郡富熊村 （1951年4月1日）綾歌郡久栄村（即日改称、久万玉村）新設のため
- 仲多度郡南村 （1951年4月1日）丸亀市に編入のため
- 仲多度郡与島村 （1953年4月1日）坂出市に編入のため
- 綾歌郡川西村 （1954年3月31日）丸亀市に編入のため
- 仲多度郡本島村 （1954年3月31日）丸亀市に編入のため
- 仲多度郡善通寺町 （1954年3月31日）善通寺市新設のため
- 仲多度郡吉原村 （1954年3月31日）善通寺市新設のため
- 仲多度郡与北村 （1954年3月31日）善通寺市新設のため
- 仲多度郡竜川村 （1954年3月31日）善通寺市新設のため
- 仲多度郡筆岡村 （1954年3月31日）善通寺市新設のため
- 大川郡誉水村 （1954年4月1日）大川郡大内町新設のため
- 大川郡丹生村 （1954年4月1日）大川郡大内町新設のため
- 綾歌郡府中村 （1954年4月1日）坂出市に編入のため
- 綾歌郡陶村 （1954年4月1日）綾歌郡綾南町新設のため
- 綾歌郡滝宮村 （1954年4月1日）綾歌郡綾南町新設のため
- 綾歌郡昭和村 （1954年4月1日）綾歌郡綾南町新設のため
- 綾歌郡羽床村 （1954年4月1日）綾歌郡綾南町新設のため
- 綾歌郡山田村 （1954年4月1日）綾歌郡綾上村新設のため
- 綾歌郡羽床上村 （1954年4月1日）綾歌郡綾上村新設のため
- 綾歌郡西分村 （1954年4月1日）綾歌郡綾上村新設のため
- 綾歌郡枌所村 （1954年4月1日）綾歌郡綾上村新設のため
- 綾歌郡土器村 （1954年5月3日）丸亀市に編入のため
- 仲多度郡（旧）多度津町 （1954年5月3日）仲多度郡多度津町新設のため
- 仲多度郡四箇村 （1954年5月3日）仲多度郡多度津町新設のため
- 仲多度郡白方村 （1954年5月3日）仲多度郡多度津町新設のため
- 小豆郡（旧）池田町 （1954年10月1日）小豆郡池田町新設のため
- 小豆郡二生村 （1954年10月1日）小豆郡池田町新設のため
- 小豆郡三都村 （1954年10月1日）小豆郡池田町新設のため
- 木田郡平井町 （1954年10月1日）木田郡三木町新設のため
- 木田郡氷上村 （1954年10月1日）木田郡三木町新設のため
- 木田郡田中村 （1954年10月1日）木田郡三木町新設のため
- 木田郡神山村 （1954年10月1日）木田郡三木町新設のため
- 木田郡下高岡村 （1954年10月1日）木田郡三木町新設のため
- 仲多度郡郡家村 （1954年10月17日）丸亀市に編入のため
- 大川郡（旧）志度町 （1955年1月1日）大川郡志度町新設のため
- 大川郡鴨庄村 （1955年1月1日）大川郡志度町新設のため
- 大川郡小田村 （1955年1月1日）大川郡志度町新設のため
- 綾歌郡川津村 （1955年1月1日）坂出市・綾歌郡飯野村に分割編入のため
- 三豊郡観音寺町 （1955年1月1日）観音寺市新設のため
- 三豊郡常磐村 （1955年1月1日）観音寺市新設のため
- 三豊郡高室村 （1955年1月1日）観音寺市新設のため
- 三豊郡柞田村 （1955年1月1日）観音寺市新設のため
- 三豊郡大野原村 （1955年2月11日）三豊郡大野原町新設のため
- 三豊郡萩原村 （1955年2月11日）三豊郡大野原町新設のため
- 三豊郡五郷村 （1955年2月11日）三豊郡大野原町新設のため
- 大川郡（旧）大内町 （1955年3月15日）大川郡大内町新設のため
- 大川郡三本松町 （1955年3月15日）大川郡大内町新設のため
- 綾歌郡山内村 （1955年3月20日）綾歌郡国分寺町新設のため
- 綾歌郡端岡村 （1955年3月20日）綾歌郡国分寺町新設のため
- 三豊郡比地二村 （1955年3月31日）三豊郡高瀬町新設のため
- 三豊郡二ノ宮村 （1955年3月31日）三豊郡高瀬町新設のため
- 三豊郡麻村 （1955年3月31日）三豊郡高瀬町新設のため
- 三豊郡勝間村 （1955年3月31日）三豊郡高瀬町新設のため
- 三豊郡上高瀬村 （1955年3月31日）三豊郡高瀬町新設のため
- 三豊郡本山村 （1955年3月31日）三豊郡豊中村新設のため
- 三豊郡上高野村 （1955年3月31日）三豊郡豊中村新設のため
- 三豊郡笠田村 （1955年3月31日）三豊郡豊中村新設のため
- 三豊郡比地大村 （1955年3月31日）三豊郡豊中村新設のため
- 三豊郡桑山村 （1955年3月31日）三豊郡豊中村新設のため
- 大川郡（旧）引田町 （1955年4月1日）大川郡引田町新設のため
- 大川郡相生村 （1955年4月1日）大川郡引田町新設のため
- 大川郡小海村 （1955年4月1日）大川郡引田町新設のため
- 大川郡（旧）長尾町 （1955年4月1日）大川郡長尾町新設のため
- 大川郡多和村 （1955年4月1日）大川郡長尾町新設のため
- 小豆郡（旧）土庄町 （1955年4月1日）小豆郡土庄町新設のため
- 小豆郡北浦村 （1955年4月1日）小豆郡土庄町新設のため
- 小豆郡四海村 （1955年4月1日）小豆郡土庄町新設のため
- 小豆郡豊島村 （1955年4月1日）小豆郡土庄町新設のため
- 小豆郡大鐸村 （1955年4月1日）小豆郡土庄町新設のため
- 小豆郡淵崎村 （1955年4月1日）小豆郡土庄町新設のため
- 木田郡川島町 （1955年4月1日）木田郡山田町新設のため
- 木田郡西植田村 （1955年4月1日）木田郡山田町新設のため
- 木田郡東植田村 （1955年4月1日）木田郡山田町新設のため
- 木田郡十河村 （1955年4月1日）木田郡山田町新設のため
- 香川郡大野村 （1955年4月1日）香川郡香川町新設のため
- 香川郡川東村 （1955年4月1日）香川郡香川町新設のため
- 香川郡浅野村 （1955年4月1日）香川郡香川町新設のため
- 仲多度郡十郷村 （1955年4月1日）仲多度郡仲南村新設のため
- 仲多度郡七箇村 （1955年4月1日）仲多度郡仲南村新設のため
- 仲多度郡（旧）琴平町 （1955年4月1日）仲多度郡琴平町新設のため
- 仲多度郡榎井村 （1955年4月1日）仲多度郡琴平町新設のため
- 仲多度郡吉野村 （1955年4月1日）仲多度郡満濃町新設のため
- 仲多度郡神野村 （1955年4月1日）仲多度郡満濃町新設のため
- 仲多度郡四条村 （1955年4月1日）仲多度郡満濃町新設のため
- 三豊郡辻村 （1955年4月1日）三豊郡山本村新設のため
- 三豊郡河内村 （1955年4月1日）三豊郡山本村新設のため
- 三豊郡神田村 （1955年4月1日）三豊郡山本村新設のため
- 三豊郡財田大野村 （1955年4月1日）三豊郡山本村新設のため
- 三豊郡大見村 （1955年4月1日）三豊郡三野村新設のため
- 三豊郡下高瀬村 （1955年4月1日）三豊郡三野村新設のため
- 三豊郡吉津村 （1955年4月1日）三豊郡三野村新設のため
- 三豊郡（旧）詫間町 （1955年4月1日）三豊郡詫間町新設のため
- 三豊郡粟島村 （1955年4月1日）三豊郡詫間町新設のため
- 三豊郡荘内村 （1955年4月1日）三豊郡詫間町新設のため
- 三豊郡（旧）豊浜町 （1955年4月1日）三豊郡豊浜町新設のため
- 三豊郡和田村 （1955年4月1日）三豊郡豊浜町新設のため
- 三豊郡豊田村（1955年4月10日）観音寺市に編入のため
- 三豊郡粟井村（1955年4月10日）観音寺市に編入のため
- 三豊郡紀伊村（1955年4月10日）観音寺市・三豊郡大野原町に分割編入のため
- 大川郡富田村 （1955年4月15日）大川郡大川村新設のため
- 大川郡松尾村 （1955年4月15日）大川郡大川村新設のため
- 綾歌郡飯野村 （1955年5月3日）丸亀市・綾歌郡宇多津町に分割編入のため
- 大川郡白鳥本町 （1955年7月1日）大川郡白鳥町新設のため
- 大川郡白鳥村 （1955年7月1日）大川郡白鳥町新設のため
- 大川郡五名村 （1955年7月1日）大川郡白鳥町新設のため
- 大川郡福栄村 （1955年7月1日）大川郡白鳥町新設のため
- 大川郡神前村 （1955年7月1日）大川郡寒川村新設のため
- 大川郡石田村 （1955年7月1日）大川郡寒川村新設のため
- 綾歌郡松山村 （1955年7月1日）坂出市に編入のため
- 綾歌郡王越村 （1955年7月1日）坂出市に編入のため
- 仲多度郡高篠村 （1955年7月1日）仲多度郡満濃町に編入のため
- 綾歌郡坂本村 （1956年8月1日）綾歌郡飯山町新設のため
- 綾歌郡法勲寺村 （1956年8月1日）綾歌郡飯山町新設のため
- 大川郡（旧）津田町 （1956年9月8日）大川郡津田町新設のため
- 大川郡鶴羽村 （1956年9月8日）大川郡津田町新設のため
- 大川郡（旧）長尾町 （1956年9月16日）大川郡長尾町新設のため
- 大川郡造田村 （1956年9月16日）大川郡長尾町新設のため
- 綾歌郡造田村 （1956年9月29日）綾歌郡琴南村新設のため
- 綾歌郡美合村 （1956年9月29日）綾歌郡琴南村新設のため
- 大川郡鴨部村 （1956年9月30日）大川郡志度町に編入のため
- 木田郡井戸村 （1956年9月30日）木田郡三木町に編入のため
- 木田郡林村 （1956年9月30日）高松市に編入のため
- 木田郡川添村 （1956年9月30日）高松市に編入のため
- 木田郡前田村 （1956年9月30日）高松市に編入のため
- 木田郡三谷村 （1956年9月30日）高松市に編入のため
- 香川郡仏生山町 （1956年9月30日）高松市に編入のため
- 香川郡一宮村 （1956年9月30日）高松市に編入のため
- 香川郡円座村 （1956年9月30日）高松市に編入のため
- 香川郡下笠居村 （1956年9月30日）高松市に編入のため
- 香川郡弦打村 （1956年9月30日）高松市に編入のため
- 香川郡香西町 （1956年9月30日）高松市に編入のため
- 香川郡雌雄島村 （1956年9月30日）高松市に編入のため
- 香川郡上笠居村 （1956年9月30日）高松市に編入のため
- 香川郡川岡村 （1956年9月30日）高松市に編入のため
- 香川郡多肥村 （1956年9月30日）高松市に編入のため
- 香川郡檀紙村 （1956年9月30日）高松市に編入のため
- 香川郡由佐村 （1956年9月30日）香川郡香南町新設のため
- 香川郡池西村 （1956年9月30日）香川郡香南町新設のため
- 香川郡塩江村 （1956年9月30日）香川郡塩江町新設のため
- 香川郡上西村 （1956年9月30日）香川郡塩江町新設のため
- 香川郡安原村 （1956年9月30日）香川郡塩江町新設のため
- 綾歌郡長炭村 （1956年9月30日）仲多度郡満濃町に編入のため
- 三豊郡一ノ谷村 （1956年9月30日）観音寺市に編入のため
- 三豊郡伊吹村 （1956年9月30日）観音寺市に編入のため
- 仲多度郡佐柳島村 （1956年9月30日）仲多度郡多度津町に編入のため
- 仲多度郡高見島村 （1956年9月30日）仲多度郡多度津町に編入のため
- 小豆郡福田村 （1957年3月31日）小豆郡内海町に編入のため
- 小豆郡大部村 （1957年7月1日）小豆郡土庄町に編入のため
- 仲多度郡象郷村 （1958年3月31日）善通寺市・仲多度郡琴平町に分割編入のため
- 仲多度郡垂水村 （1958年5月1日）丸亀市に編入のため
- 仲多度郡広島村 （1958年5月1日）丸亀市に編入のため
- 綾歌郡久万玉村 （1959年4月1日）綾歌郡綾歌町新設のため
- 綾歌郡岡田村 （1959年4月1日）綾歌郡綾歌町新設のため

## 1960年〜1969年
- 木田郡山田町 （1966年7月1日）高松市に編入のため

## 1970年〜1999年
この30年間に県内に廃止市町村なし。
なお、1970年に財田村が町制施行で財田町となった時点で香川県から村が消滅している。

## 2000年〜
- 大川郡寒川町 （2002年4月1日）さぬき市新設のため
- 大川郡長尾町 （2002年4月1日）さぬき市新設のため
- 大川郡津田町 （2002年4月1日）さぬき市新設のため
- 大川郡大川町 （2002年4月1日）さぬき市新設のため
- 大川郡志度町 （2002年4月1日）さぬき市新設のため
- 大川郡引田町 （2003年4月1日）東かがわ市新設のため
- 大川郡白鳥町 （2003年4月1日）東かがわ市新設のため
- 大川郡大内町 （2003年4月1日）東かがわ市新設のため
- 旧・丸亀市 （2005年3月22日）丸亀市新設のため
- 綾歌郡綾歌町 （2005年3月22日）丸亀市新設のため
- 綾歌郡飯山町 （2005年3月22日）丸亀市新設のため
- 香川郡塩江町 （2005年9月26日）高松市に編入のため
- 旧・観音寺市 （2005年10月11日）観音寺市新設のため
- 三豊郡大野原町 （2005年10月11日）観音寺市新設のため
- 三豊郡豊浜町 （2005年10月11日）観音寺市新設のため
- 三豊郡高瀬町 （2006年1月1日）三豊市新設のため
- 三豊郡山本町 （2006年1月1日）三豊市新設のため
- 三豊郡三野町 （2006年1月1日）三豊市新設のため
- 三豊郡豊中町 （2006年1月1日）三豊市新設のため
- 三豊郡詫間町 （2006年1月1日）三豊市新設のため
- 三豊郡仁尾町 （2006年1月1日）三豊市新設のため
- 三豊郡財田町 （2006年1月1日）三豊市新設のため
- 木田郡庵治町 （2006年1月10日）高松市に編入のため
- 香川郡香川町 （2006年1月10日）高松市に編入のため
- 香川郡香南町 （2006年1月10日）高松市に編入のため
- 綾歌郡国分寺町 （2006年1月10日）高松市に編入のため
- 木田郡牟礼町 （2006年1月10日）高松市に編入のため
- 仲多度郡琴南町 （2006年3月20日）まんのう町新設のため
- 仲多度郡満濃町 （2006年3月20日）まんのう町新設のため
- 仲多度郡仲南町 （2006年3月20日）まんのう町新設のため
- 小豆郡内海町 （2006年3月21日）小豆郡小豆島町新設のため
- 小豆郡池田町 （2006年3月21日）小豆郡小豆島町新設のため
- 綾歌郡綾上町 （2006年3月21日）綾歌郡綾川町新設のため
- 綾歌郡綾南町 （2006年3月21日）綾歌郡綾川町新設のため